# Piotrowicze Małe
Piotrowicze Małe – dawna wieś. Tereny na których leżała, znajdują się obecnie na Białorusi, w obwodzie witebskim, w rejonie postawskim, w sielsowiecie Wołki.

## Historia
W czasach zaborów w granicach Imperium Rosyjskiego.
W dwudziestoleciu międzywojennym wieś leżała w Polsce, w województwie wileńskim, w powiecie duniłowickim (od 1926 postawskim), w gminie Norzyca.
Według Powszechnego Spisu Ludności z 1921 roku zamieszkiwały tu 34 osoby, 18 było wyznania rzymskokatolickiego, 11 prawosławnego a 5 mahometańskiego. Jednocześnie 18 mieszkańców zadeklarowało polską przynależność narodową a 16 białoruską. Było tu 7 budynków mieszkalnych. W 1931 w 8 domach zamieszkiwało 35 osób.
Miejscowość należała do parafii rzymskokatolickiej i prawosławnej w Duniłowiczach. Podlegała pod Sąd Grodzki w Duniłowiczach i Okręgowy w Wilnie; właściwy urząd pocztowy mieścił się w Łasicy.
W 1938 roku miejscowość należała do gromady Michałowo gminy Norzyca.